# Whitlockite
La whitlockite è un minerale.